# アントニ・カシ
アントニ・カシ（フランス語: Anthony Caci、1997年7月1日 - ）は、フランスのサッカー選手。ポジションはDF。

## クラブ歴
2011年にRCストラスブールの下部組織に加入。2016年にトップチームに昇格した。
2022年1月、同年夏を以てストラスブールを退団し1.FSVマインツ05に4年契約で完全移籍する事が発表された。

## 代表歴
年代別代表としてUEFA U-21欧州選手権2019、東京オリンピックに参加した。